# Phyllodoce jeffreysii
Phyllodoce jeffreysii är en ringmaskart som först beskrevs av McIntosh 1908.  Phyllodoce jeffreysii ingår i släktet Phyllodoce och familjen Phyllodocidae. Inga underarter finns listade i Catalogue of Life.